# Capia Górka (Grupa Żurawnicy)
Capia Górka (623 m n.p.m.) – wzniesienie w Grupie Żurawnicy, która w regionalizacji fizycznogeograficznej Polski według Jerzego Kondrackiego zaliczana jest do Beskidu Małego, w nowszej regionalizacji z 2018 roku do Pasm Pewelsko-Krzeszowskich.
Mapa Compassu, Geoportal i przewodnik turystyczny „Beskid Mały” lokalizują Capią Górkę po południowo-wschodniej stronie Kukowskiej Gajki, tylko Andrzej Matuszczyk w swoim przewodniku turystycznym utożsamia ją z Kukowską Gajką. Aleksy Siemionow uważa to za nieporozumienie, gdyż Kukowska Gajka to dość wysoki i rozległy szczyt, zdrobnienie „Górka” jest więc nie na miejscu, ponadto nazwa Capia Górka odnosi się do innego wzniesienia.
Północno-zachodni stok Capiej Górki dość stromo opada do bezimiennego potoku oddzielającego grzbiety Kukowskiej Gajki i Capiej Górki, stoki północno-wschodni i południowo-wschodni opadają łagodnie do potoku Rzeczka (obydwa są dopływami Kocońki), stok południowy do Kocońki. Capia Górka łączy się z Kukowską Gajką przełęczą, na której jest należące do Krzeszowa osiedle Międzygronia (Międzygronie).
Na szczycie Capiej Górki jest znak geodezyjny. Grzbietem biegnie granica między wsiami Krzeszów i Kuków (obydwie w województwie małopolskim, w powiecie suskim, w gminie Stryszawa). Stok północno-zachodni jest porośnięty lasem, dużo łagodniejszy stok południowo-wschodni jest w większości bezleśny, zajęty przez pola wsi Kuków. Dawniej był csałkowicie bezleśny, na lotniczej mapie Geoportalu widać, że stopniowo zarasta lasem (zwłaszcza jego górne części).